# 聖誕妖怪：坎卜斯
《聖誕妖怪：坎卜斯》（英語：Krampus）是一部2015年美國和紐西蘭合拍的聖誕黑色喜劇民間恐怖電影，改編自阿爾卑斯山地區的民間傳說生物坎卜斯，為麥可·道格堤執導並和Todd Casey、Zach Shields編劇。由亞當·史考特、東妮·克莉蒂、大衛·柯屈納、艾立遜·托爾曼、安傑·安東尼與康查塔·弗麗爾主演。發行商環球影業排於2015年12月4日在美國上映。

## 劇情
聖誕節至的三天前，安格一家人搶購結束後，準備聚在一起過聖誕假日。家中最小成員麥斯從小就堅信著聖誕精神，寫完一封信打算寄給聖誕老人，希望能實現讓他關係惡劣、衝突不斷的一家人：父母湯姆和莎拉、姐姐貝絲、三個表兄史迪威、喬丹和豪威、以及叔叔阿姨霍華和琳達之間的關係能變好的願望。但晚餐後，麥斯的兩位表兄史迪威和喬丹以惡作劇心態，搶走麥斯的信後當眾念出來，因而引發一場打鬥。麥斯因傷心而徹底失去聖誕精神，將信撕碎後丟出窗外吹走。然而當晚，一場突如其來的暴風雪降臨小鎮，導致道路封死以及全鎮停電，貝絲擔心男友的安危而獨自走進風雪裏去查看男友的家，但她卻在街道的房子上看見一個高大長角的生物，受驚嚇後躲在一輛卡車底端，而她最後卻被放在一旁的小丑盒中冒出來的生物吃掉。
由於貝絲遲遲沒回來，湯姆和霍華合作開車出去尋找她，來到她男友的家裏時發現只剩下一堆廢墟，房子煙囪上留有一隻體形龐大、類似山羊的生物爬進來過的大型裂縫，而地面上還留有馬蹄的腳印。這時，兩人回去時突然發現唯一的汽車被摧毀，往家跑時還被藏在雪地裏的不明生物襲擊，而湯姆救走霍華後扶持著他回去家中。由於外面寸步難行以及被不明生物追殺，湯姆開始將所有窗戶和門封死來等待天氣好轉，所有人便聚在一起度過危機。後來，豪威獨自被煙囪放下來的鐵鉤吸引，而在鐵鉤上的會動的薑餅人直接將豪威勾走，而霍華試圖將兒子拉回來卻失敗。
這時，一家人的德裔奶奶對所有人解釋對方生物名叫「坎卜斯」：一個專門懲戒破壞或失去聖誕精神人們的古老惡魔。奶奶便講述她童年時所生活的德國小村莊，她的父母和全村民都喪失聖誕精神，而最後連她自己都放棄並許下希望所有人都消失的願望。但她的願望最終引來坎卜斯和它的大軍，除她之外將全村莊的人們包括她的父母都牠帶去陰間，坎卜斯走前留給她一個刻有坎卜斯三字的鈴鐺作為永遠告誡。全家人一開始認為這只是無稽之談，但這時聖誕禮物盒中裝的所有玩具突然復活、變成小鬼而開始攻擊他們。史迪威和喬丹聽見貝絲的聲音而被引上閣樓，而一開始吃掉貝絲的小丑盒生物也一併吞下喬丹。湯姆一家雖然盡全力捍衛房子，但精靈大軍開始從窗戶入侵，放繩子抓走霍華、多蘿西、以及霍華的幼年女兒克莉絲。
湯姆決定帶剩下的人坐街道上的鏟雪車逃跑，但奶奶決定留下來為他們爭取時間。而當時，坎卜斯本人從煙囪走進房子裏，牠認出奶奶是誰後，便拿出一袋會動的惡魔玩具攻擊她。在雪地裏奪命狂奔的湯姆、莎拉和琳達等人開始一個接一個被雪地裏的生物拖走，最後僅剩兩人的麥斯和史迪威上車。當精靈軍將史迪威也一同抓走後，坎卜斯來到僅剩一人的麥斯面前，將他之前撕碎的信件全數歸還，而紙堆中塞有一個坎卜斯鈴鐺作為永遠告誡。然而，麥斯在坎卜斯準備走前對牠大喊自己選擇撤回願望，希望牠能歸還自己的家人們，坎卜斯因此生氣而將麥斯倒掛在通往陰間的地洞前。麥斯為失去聖誕精神而對坎卜斯表示歉意、願意以自己一命換回家人後，坎卜斯似乎接受他的道歉，最後將麥斯扔進地洞中。
而後，麥斯突然從自家的床上驚醒，看日曆發現聖誕節已至，下樓後發現他的家人都平安無事，甚至關係也變得非常親密。當麥斯認為一切都只是噩夢一場時，拆開他手中的禮物後卻發現裏面還是坎卜斯的鈴鐺，而當時全家立刻回憶起當時的經歷，得知之前的一切都是真實發生過的事情，麥斯也領略到他們被坎卜斯賜予第二次機會。與此同時，坎卜斯位於陰間的棲息處中，安格一家的房子作為雪花球形式被觀察，並列為旁邊數不盡的雪花球收藏系列的“其中之一”。

## 演員
- 亞當·史考特[5] 飾 湯姆
- 東妮·克莉蒂 飾 莎拉
- 大衛·柯屈納[5] 飾 霍華
- 艾立遜·托爾曼[6] 飾 琳達
- 康查塔·弗麗爾 飾 多蘿西阿姨
- 安傑·安東尼[5] 飾 麥斯
- 史黛芬妮婭·拉維·歐文[7] 飾 貝絲
- 克莉絲塔·史塔德勒 飾 奶奶
- 奎妮·塞繆斯 飾 喬丹
- 洛洛·歐文 飾 史迪威
- 馬維克·佛萊克 飾 豪威

## 反響
爛番茄新鮮度65%，Metacritic得分49，評價褒貶不一。
在美國和加拿大的週四晚上（下午七點開始），電影獲得了63萬7000美元的票房。首週末電影獲得了1600萬美元的票房佳績，排於當週冠軍《飢餓遊戲：自由幻夢 終結戰》（18.6萬美元）之後的亞軍。

## 外部連結
- 互联网电影数据库（IMDb）上《Krampus》的资料（英文）
- Box Office Mojo上《Krampus》的資料（英文）
- 爛番茄上《Krampus》的資料（英文）
- Metacritic上《Krampus》的資料（英文）